# XLink
XLink (XMLリンク付け言語、XML Linking Language) は、XMLドキュメント間のリンクを定義するための仕様である。W3C (World Wide Web Consortium) により2001年6月27日にXLink1.0の勧告が公開された。2006年12月現在、W3C勧告の最新バージョンはXLink 1.0である。また、2006年3月28日に、次期バージョンであるXLink 1.1が勧告候補となり、現在、勧告に向けての作業が進められている。
当初、W3C内では、XML Linking Working Groupという作業部会で、XPointer、XML Baseとともに仕様の策定が進められていたが、同作業部会は現在では活動しておらず、XLink関連のドキュメントはXML Core Working Groupによって保守されている。
また、XLinkはXHTMLで利用するには問題があることから、XHTMLの仕様を管理しているHTML Working Groupでは、HLinkという別のリンク仕様の策定が進められており、混乱を招いている。

## 特徴
XLinkは、HTMLのハイパーリンク（a要素）に似ている（だいたい、HTMLのa要素を汎用に調整したもの、と言える）。また、SGMLにおいても、HyTime(ハイタイム・Hypermedia/Time-based Structuring Language)と呼ばれる文書間をリンクするための規格が策定されており、XLinkはHyTimeのうち特に重要な一部機構をXML上で実現する規格とも考えられる。
XLinkは、XMLドキュメント間のリンクを記述するものだが、HTMLのハイパーリンクに加えて、双方向のリンクが可能、ドキュメントと独立してリンクの記述が可能などの特徴を持つ。国際的に普及している標準仕様で、XLinkを採用しているものにXBRLがある。